# Ekibastuziec Ekibastuz
Ekibastuziec Ekibastuz (kaz. Екібастұзец Екібастұз Футбол Клубы) – kazachski klub piłkarski z siedzibą w Jekybastuzie.

## Historia
Chronologia nazw:
- 1979: Ugolszczik Ekibastuz (kaz. Угольщик Екібастұз)
- 1980–1992: Ekibastuziec Ekibastuz (kaz. Екібастұзец Екібастұз)
- 1993–2000: Batyr Ekibastuz (kaz. Батыр Екібастұз)
- 2001: Ekibastuziec-NK Astana (kaz. Екібастұзец-НК Астана)
- 2002–2007: Ekibastuziec Ekibastuz (kaz. Екібастұзец Екібастұз)

Klub został założony w 1979 jako Ugolszczik Ekibastuz i debiutował we Wtoroj Lidze, strefie 6 Mistrzostw ZSRR, w której występował do 1991. W 1980 zmienił nazwę na Ekibastuziec Ekibastuz.
Po uzyskaniu przez Kazachstan niepodległości w 1992 debiutował w Wysszej Lidze. Już w następnym roku nazywał się Batyr Ekibastuz. W 2000 rozpoczął rozgrywki w Wysszej Lidze, ale po 15 kolejkach ogłosił upadłość i został rozwiązany. A już na początku 2001 po fuzji z Naszą Kompaniją, który otrzymał awans z Birinszi Liga, klub reaktywowano pod nazwą Ekibastuziec-NK Astana. Po zakończeniu sezonu zajął 13. miejsce i spadł do Birinszi Liga. W 2002 klub powrócił do Jekybastuza i zmienił nazwę na Ekibastuziec Ekibastuz. Od 2003 ponownie występował w Superlidze. Po sezonie 2007 przez złamanie zasad sportowych został zdyskwalifikowany, a potem rozformowany.

## Sukcesy
- Wtoraja Liga ZSRR, strefa 7: 5. miejsce (1980)
- Puchar ZSRR: 1/32 finału (1991/92)
- Puchar Kazachskiej SRR: zdobywca (1989)
- Priemjer-Liga: wicemistrz (1993, 1998)
- Puchar Kazachstanu: 1/2 finału (1998/99, 2007)